# ويليام سوليفان (سياسي)
ويليام سوليفان (بالإنجليزية: William Sullivan)‏ هو محامي وسياسي أمريكي، ولد في 1 نوفمبر 1921، وتوفي في 11 سبتمبر 2013.